# Grupa Csepel
Grupa Csepel – grupa kultury archeologicznej Nagyrév, czasem uznawana jednak za grupę kultury pucharów dzwonowatych. Jej nazwa pochodzi od wyspy Czepel na Dunaju.

## Geneza
Grupa ta wiąże się z przybyciem na tereny naddunajskie ludności kultury pucharów dzwonowatych. Ludność ta zetknęła się tutaj z osadnictwem grupy Makó-Kosihy-Čaka kultury Vučedol-Zók. Świadczą o tym zabytki z inwentarza tej grupy, charakterystyczne dla ludności obu tych kultur. Uznaje się ją powszechnie za część horyzontu wczesnonagyrevskiego.

## Chronologia i obszar występowania
Badacze przekonani są o tym, że grupa ta jest młodsza od grupy Makó-Kosihy-Čaka, przynajmniej na obszarze jej występowania. Nie wyklucza się jednak współistnienia grupy Makó-Kosihy-Čaka w południowo-zachodniej Słowacji z omawianą jednostką. Możemy ją więc datować według lat kalibrowanych na 2300–2200/2150 p.n.e. Jej zasięg obejmuje wąski pas od kolana Dunaju na północy do wyspy Czepel na południe od Budapesztu.

## Gospodarka
Podstawą gospodarki była dla tej ludności hodowla koni, bydła oraz uprawa ziemi. Uderzająca jest bardzo duża ilość kości konia. Chodzi o konia udomowionego, hodowanego zapewne w stadach razem z bydłem w dolinie Dunaju. Społeczności grupy Csepel były mobilne, więc często zakładano nowe osady i zmieniano pastwiska. 

## Osadnictwo i budownictwo
Osady zakładano nisko nad Dunajem, jednak powyżej terasy zalewowej. Po osadach pozostały różnej rodzaju jamy, a także ślady po słupach, nie tworzące regularnych układów. Jamy dość często występują w dość dużym zagęszczeniu. Ich rozmiary są różne. We wszystkich tych obiektach natrafia się na dużą ilość materiału zabytkowego, zwłaszcza ceramiki i kości. Nie spotyka się natomiast polepy ze śladami konstrukcji, przez co uważa się, że ściany domów były wykonane z lekkiego materiału. Nie udało się niestety uchwycić jakich rozmiarów były te osady w czasie funkcjonowania. Możliwe, że wiąże się to z dużą mobilnością tych grup.

## Obrządek pogrzebowy
Ciała zmarłych chowano na zapleczu osad, w niewielkiej od nich odległości. Nie tworzą one wyodrębnionych cmentarzysk, tylko są rozrzucone łańcuchowo w mniejszych lub większych skupiskach. Odległości pomiędzy konkretnymi pochówkami są różne, tak samo jak odległości pomiędzy skupiskami pochówków. Jedno takie skupisko tworzy zazwyczaj tylko kilka grobów. Zdecydowaną przewagę mają pochówki ciałopalne urnowe oraz jamowe z warstwą ciałopalenia. Urną jest przeważnie amfora przykryta misą i otoczona kilkoma mniejszymi naczyniami. Groby ciałopalne jamowe przypominają rozmiarami i kształtem groby szkieletowe. Przepalone kości wraz z resztkami stosu zsypane są na jedną kupkę lub rozrzucone po całej jamie. Ponadto znajdują się w grobach także inne naczynia oraz dary grobowe. W grobach szkieletowych zmarli ułożeni są na boku prawym lub lewym z nogami silnie podkurczonymi, głową zorientowani są na północ lub południe. Zauważono, że inwentarz typowy dla kultury pucharów dzwonowatych występuje zazwyczaj w grobach szkieletowych lub ciałopalnych jamowych, rzadko natomiast w ciałopalnych urnowych. Inaczej jest za to z typowymi dla dzwonowców płytkami łuczniczymi, które występują we wszystkich rodzajach grobów.

## Inwentarz
W inwentarzu występują formy charakterystyczne dla kultury pucharów dzwonowatych. W ceramice są to właśnie puchary o kształcie odwróconego dzwonu, zazwyczaj z jednym uchem, zdobione strefowo techniką stempelkową lub radełkową. Puchary te występują zarówno na osadach jak i w grobach, jednak w porównaniu z inną ceramiką jest ich mało. Ponadto na inwentarz składają się też charakterystyczne dla dzwonowców misy, niekiedy z czterema nóżkami, a oprócz wyrobów ceramicznych guzki z otworami V-kształtnymi oraz kamienne płytki łucznicze służące do ochrony przedramienia przed puszczoną cięciwą łuku. Występują w grupie Csepel także misy na pustej nóżce, charakterystyczne dla grupy Makó-Kosihy-Čaka, jednak są one tutaj inaczej zdobione. Ponadto bardzo wysoki procent stanowią niezdobione kubki uchate, różniące się od siebie rozmiarami i proporcjami. Inną częstą w ceramice formą są dzbany, które różnią się między sobą, nie przekraczając jednak wysokością 20 centymetrów. Poza tym mamy także różnego rodzaju misy, dwuuche garnki amforowate, amfory o przysadzistym kształcie (o maksymalnej średnicy brzuśca większej, niż wysokość naczynia) oraz „przykrywki” gliniane. Z innych wyrobów glinianych sporadycznie spotykamy dwustożkowe przęśliki. 
Wśród wyrobów metalowych występują sztylety z trzonkiem o krótkim, szerokim i trójkątnym ostrzu, szydła kwadratowe w przekroju poprzecznym, o jednym końcu spiczastym, drugim zaś tępym i spłaszczonym oraz ozdoby, w tym: druciane pierścienie, zausznice oraz szpile z tarczowatą, zrolowaną główką. W inwentarzu wyrobów kamiennych mamy wspomniane już płytki łucznicze, a także trójkątne retuszowane grociki do strzał łuku, płoszczowate ostrza i małe siekierki. Dość liczne są także produkty z kości i rogu.

## Zanik i wpływ na powstanie innych jednostek
Grupa Csepel zanika w latach 2200/2150 p.n.e. Stała się zalążkiem do powstania całkiem nowej postvučedolskiej jednostki kulturowej, nazywanej kulturą Nagyrév.